# Zuverdienermodell
Als Zuverdienermodell bezeichnet man in der Familienpolitik und Soziologie ein Modell der familiären Arbeitsteilung, bei dem innerhalb einer Kernfamilie beide Partner einer Erwerbstätigkeit nachgehen, dabei aber eine Person in Vollzeit und der Ehe- oder Lebenspartner in deutlich verringertem Ausmaß in Teilzeit arbeitet und im Gegenzug einen größeren Teil der Haus- und Familienarbeit übernimmt.
Es wird auch Ernährer-Zuverdiener-Modell, modernisiertes Ernährermodell, modifiziertes Ernährermodell, seltener auch moderates Alleinverdienermodell oder Vereinbarkeitsmodell der Versorgerehe genannt.

## Abgrenzung
Ist der nicht in Vollzeit erwerbstätige Partner mehr als geringfügig aber nicht in Vollzeit erwerbstätig, wird auch von einem Eineinhalb-Verdiener-Modell gesprochen, wobei allerdings nicht klar unterschieden wird, ob es sich um eine Halbtagsarbeit handelt oder sich der „halbe“ Anteil auf das Brutto- oder das Netto-Entgelt bezieht.
In der Abgrenzung zum Zuverdienermodell ist beim Ernährermodell oder Ein-Verdiener-Modell im Wesentlichen nur einer der Partner erwerbstätig. Auch eine Partnerschaft, bei der der in Teilzeit beschäftigte Partner lediglich geringfügig beschäftigt ist und der abhängige Partner somit keine eigenständige Existenzsicherung durch Erwerbsarbeit hat, wird bisweilen auch dem Typ der Ernährermodells zugerechnet.
Sind hingegen beide Partner in annähernd gleichem Maße in Erwerbs- und Familienarbeit engagiert, spricht man vom Doppelversorgermodell.

## Verbreitung
Die statistisch weitaus häufigere Form des Zuverdienermodells ist diejenige, in der der Mann in Vollzeit und die Frau in Teilzeit erwerbstätig ist. Dieses Modell wird auch als modernisiertes männliches Ernährermodell oder modernisiertes bürgerliches Modell bezeichnet. Diese Geschlechterrollenverteilung geht mit in einer Polarisierung von Arbeitszeiten von Männern und Frauen einher. Die umgekehrte Form, bei der die Frau in Vollzeit und der Mann in Teilzeit arbeitet, ist weniger häufig vertreten.
Innerhalb einer Zuverdiener-Ehe – einer Ehe, bei der ein Ehepartner in Vollzeit arbeitet und der andere in Teilzeit – besteht für beide Eheleute die Verpflichtung, ihrem Einkommen entsprechend zum Familienunterhalt beizutragen.
Es bestehen in vielen Ländern steuerliche und sozialversicherungsrechtliche Anreize für das Zuverdienermodell. Beispiele:
- In Deutschland ist der Vorteil durch das Ehegattensplitting umso größer, je größer der Einkommensunterschied zwischen den Ehegatten bzw. Lebenspartnern ist. Zudem besteht kein finanzieller Anreiz, wenig mehr als die Geringfügigkeitsgrenze von 450 Euro zu arbeiten, da ab dieser Höhe das Einkommen vollständig zu versteuern ist und die beitragsfreie Familienmitversicherung entfällt. Die Bertelsmann Stiftung kritisierte, dies stelle eine Geringfügigkeitsfalle dar und forderte, die Geringfügigkeitsgrenze in einen Freibetrag umzuwandeln. Das sollte es auch Vätern erlauben, ihre Arbeitszeit zu reduzieren und somit insgesamt Haus- und Familienarbeit gleichmäßiger zu verteilen.[1]
- In Österreich haben Steuerpflichtige, deren Partner (Ehepartner oder eingetragener Partner oder Lebensgefährte) über kein oder nur ein geringes Einkommen verfügt und nicht dauernd getrennt von ihm lebt, Anspruch auf den Alleinverdienerabsetzbetrag. Dieser entfällt, wenn der Partner mehr als 6.000 Euro jährlich verdient.[2]